# 雷茨奈
雷茨奈是奥地利施蒂利亚州莱布尼茨县的一个市镇。总面积3.34平方公里，总人口418人，人口密度125.1人/平方公里（2005年）。